# Nassim Bouchema
Nassim Bouchema (sinh ngày 5 tháng 5 năm 1988, ở Algiers) là một cầu thủ bóng đá người Algérie. Anh thi đấu cho MO Béjaïa ở Giải bóng đá hạng nhất quốc gia Algérie.

## Sự nghiệp câu lạc bộ
Bouchema bắt đầu sự nghiệp ở hệ thống trẻ của USM Alger năm 2001. Vào mùa hè năm 2006, anh theo huấn luyện viên tại USM Alger, Aïssa Slimani, gia nhập MC Alger. Trong mùa giải đầu tiên với MC Alger, anh là vua phá lưới trong lứa tuổi của mình, khi ghi đến 22 bàn thắng.
Ngày 15 tháng 7 năm 2011, Bouchema ký bản hợp đồng 2 năm cùng với USM Alger, gia nhập theo dạng chuyển nhượng tự do từ kình địch MC Alger. Hai ngày sau, anh bị một cổ động viên của MC Alger tấn công, khi chém vào tay anh bằng dao, khiến anh phải khâu bảy mũi.

## Danh hiệu

### Câu lạc bộ
USM Alger
- Giải bóng đá hạng nhất quốc gia Algérie (2): 2013-14, 2015-16
- Cúp bóng đá Algérie (1): 2013
- Siêu cúp bóng đá Algérie (1): 2013
- Cúp câu lạc bộ UAFA (1): 2013

MC Alger
- Giải bóng đá hạng nhất quốc gia Algérie (1): 2009-10